# Giorgio Politeo
Giorgio Politeo (Spalato, 15 aprile 1827 – Venezia, 26 dicembre 1913) è stato un filosofo e educatore italiano.

## Biografia
Frequentò nella natìa Spalato il locale seminario (che fungeva anche da liceo per i non seminaristi, col nome di Ginnasio Liceo Imperiale di Spalato), ricordando in seguito che sugli stessi banchi aveva studiato l'amato Ugo Foscolo. Proveniva da un'antica e stimata famiglia spalatina, ma un rovescio finanziario lo costrinse a cercare un impiego come supplente nello stesso seminario/liceo, continuando quindi gli studi da autodidatta.
Fra il 1850 e il 1852 è quindi supplente di latino, storia e geografia a Spalato, poi nel 1853 è a Vienna per partecipare all'esame a cattedre per insegnamento letterario nei Ginnasi del Regno Lombardo-Veneto, e dalla memoria inviata alla commissione per la valutazione conosciamo le sue ampie letture: Tacito, Machiavelli, Vico, Guizot, Gibbon, Schlegel, Kant, Hegel, De Maistre, Schelling, Michelet. In tale occasione, presenta un lavoro sul poema cavalleresco: "Che cosa l'Ariosto abbiasi più specialmente proposto col Furioso", che viene positivamente segnalato dalla commissione. Il Politeo viene quindi approvato per l'insegnamento per tutte le otto classi ginnasiali: primo esempio, fino ad allora, nelle province italiane dell'Impero Austroungarico.
Nel 1854 è supplente alla cattedra di storia universale ed austriaca presso l'Università di Padova, ove frequenta il gruppo di studenti e docenti dalmati, uso a riunirsi presso la casa della contessa Cattani Borelli di Vrana: una delle famiglie più in vista nella Dalmazia austriaca. In attesa di una prevista nomina presso un'università austriaca, ottiene una supplenza presso il Liceo/Convitto di Santa Caterina a Venezia (dal 1867 Liceo Ginnasio Marco Foscarini). Richiamato a Vienna, inutilmente attende per quasi tre anni (1857-1859) la promessa cattedra universitaria ed infine - su sua richiesta - viene nuovamente inviato al Liceo Santa Caterina di Venezia.
Già negli anni precedenti indagato per la sua adesione ai principi liberali, a Venezia subisce un processo con l'accusa di "poca ortodossia religiosa". Nonostante il parere dell'allora Patriarca di Venezia Jacopo Monico, secondo il quale bisognava "augurare (...) all'insegnamento uomini di così alta coscienza come il Politeo", questi viene per punizione destinato a Mantova (allora ancora sotto la sovranità austriaca, a differenza del resto della Lombardia).
Qui riprende gli studi, ed in particolare un saggio di "Storia dell'Ideale Umano", per il quale termina e pubblica l'introduzione nel 1862, col titolo "Genesi naturale di un'idea". Il clero mantovano lo accusa di ateismo e di panteismo, mentre di converso qualche positivista del tempo lo accusa di misticismo. La polizia quindi continua a vigilarlo, ma in un rapporto del 23 marzo 1864 si legge che "Legato di amicizia con persone note per la loro avversione al Governo, quali Grossi, Benzoni, Dalla Rosa e alle famiglie D'Arco e Martinelli, egli serba condotta politica irreprensibile ed è esemplare il suo contegno sociale e morale". Collega del Politeo era al tempo il filosofo e pedagogista Roberto Ardigò.
In seguito alle guerre d'indipendenza, la provincia di Mantova e il Veneto vengono annessi al Regno d'Italia ed il Politeo nel 1867 ritorna ad insegnare a Venezia, prima presso il Liceo Marco Polo e infine di nuovo - nel 1870 - al Liceo Foscarini e all'istituto tecnico Paolo Sarpi. In quest'ultimo anno sposa una giovane mantovana, Maria Guadagni. Nel 1873 alla coppia nascerà una figlia, prematuramente scomparsa a soli cinque anni.
Negli anni successivi Politeo lavora continuamente alla sua opera, manifestando sempre più un tratto di fortissima autocritica che lo porterà a distruggere più volte i testi già completati: a causa di questo impegno rifiuta l'offerta di una candidatura al Parlamento. Su insistenza di Luigi Luzzatti nel 1879 partecipa al concorso per la cattedra di filosofia morale presso l'Università di Padova, ma l'amico Giuseppe Guerzoni lo mette sull'avviso: le prove sono già decise e faranno di tutto per metterlo in cattiva luce. Così accade: l'esame pubblico si chiude con un battibecco e la candidatura di Politeo viene scartata. Avendo pubblicato poco, non poté concorrere con Baldassare Labanca, vincitore di questo concorso.
La sua vita da quel momento scorse senza grandi sussulti, fra l'insegnameno e lo studio, nonché col contatto con alcuni filosofi e pensatori del tempo, quali John Addington Symonds, Émile de Laveleye, Ernest Renan.
Muore a Venezia il 26 dicembre 1913.

## Opere
Durante la sua vita il Politeo pubblicò solamente la "Genesi naturale di un'idea", mentre nel 1919 una parte dei suoi scritti venne data alle stampe da Zanichelli.
Il periodare del Politeo è caratterizzato dal rifiuto di ogni schematismo, da frammentarietà e da continue divagazioni al limite dell'erudizione spinta: tutto ciò ne rende assai complessa la lettura, così come una categorizzazione.
In linea generale, si può dire che il Politeo propende verso una sorta d'irrazionalismo sentimentale, che sgorga in lui da una sincera religiosità: in questo si può collegare con alcuni pensatori tedeschi quali Herder, Jacobi, Hamann, pur essendo la sua scaturigine di diversa natura.
Sebbene il pensiero di Politeo sembri procedere nella concezione della natura sulle vie dello spinozismo idealistico, pure egli si salva da questo che considera un "paradosso mostruoso" mediante l'accettazione del Dio personale del cristianesimo, nel quale egli fermamente crede. "Il suo Dio, pur restando il principio plastico dell'universo, non è più il Dio astratto di Spinoza né quello di Schelling, che si disperde nel mondo ed esce da sé con atto incomprensibile, per ritrovarsi attraverso il processo della natura e della storia; ma il Dio degli umili che parla al cuore con tutto il fascino della bontà e la poesia del sacrifizio (...). Se nella "Critica della ragione pratica" (di Kant) l'uomo si affranca dall'ordine naturale, perché si autodetermina come fonte delle categorie, e avendo coscienza di sé come soggetto universale, si sente vincolato a una legge che non tiene conto della connessione necessaria delle cose; per Politeo, al contrario, il principio morale non è una legge di ragione, ma un principio, che avendo solidarietà con tutti gli altri elementi della vita, scaturisce dalle profondità del sentimento, come lo scopo dell'essere umano; e le forze intellettive e volitive non hanno altra funzione che d'interpretare e di attuare questo impulso interiore, questo sentimento del bene (...), il cui meccanismo e la cui origine sono inaccessibili alla ragione" (I.Tacconi).
In anni più recenti le maggiori riflessioni sull'opera dello spalatino Giorgio Politeo sono giunte da parte di alcuni studiosi croati. Nel tentativo di croatizzarlo, egli però viene presentato come "Juraj Politeo".